# Carcelia lena
Carcelia lena là một loài ruồi trong họ Tachinidae.